# Fångtjärnen
Fångtjärnen är en sjö i Strömsunds kommun i Jämtland och ingår i Ångermanälvens huvudavrinningsområde. Sjön har en area på 0,137 kvadratkilometer och ligger 334,1 meter över havet. Sjön avvattnas av vattendraget Kvarnån.

## Delavrinningsområde
Fångtjärnen ingår i det delavrinningsområde (709150-149091) som SMHI kallar för Utloppet av Fångtjärnen. Medelhöjden är 367 meter över havet och ytan är 11,82 kvadratkilometer. Det finns inga avrinningsområden uppströms utan avrinningsområdet är högsta punkten. Kvarnån som avvattnar avrinningsområdet har biflödesordning 3, vilket innebär att vattnet flödar genom totalt 3 vattendrag innan det når havet efter 196 kilometer. Avrinningsområdet består mestadels av skog (70 procent) och sankmarker (19 procent). Avrinningsområdet har 0,14 kvadratkilometer vattenytor vilket ger det en sjöprocent på 1,2 procent.